# PCI Express
PCI Express je visoko zmogljivo serijsko vodilo, zasnovano z namenom nadomestiti starejša (vzporedna) vodila PCI, PCI-X in AGP. PCIe prinaša precej izboljšav glede na svoje predhodnike, npr. višjo maksimalno prepustnost, manjše število V/I nožic in s tem manjše fizične dimenzije, izboljšan sistem zaznavanja in poročanja napake ter možnost vstavljanja naprav med delovanjem sistema.
               Pričakovali bi, da vzporeden prenos podatkov omogoča večji in zato hitrejši prenos podatkov. Pri zelo hitrih prenosih podatkov (GB/s) je zelo težko zagotoviti sočasen prenos vseh bitov med dvema napravama, zato je potrebno preverjanje ali so prispeli vso biti in ali so vsi pravilno tudi preneseni. Pri zaporednem prenosu takega preverjanja ni, saj vsi biti prihajajo eden za drugim.
               Posamezna povezava PCIe med dvema napravama lahko vključuje od 1 do 32 stez. Koliko stet se bo dejansko uporabilo za komunikacijo med napravama, je odvisno od obeh naprav – komunikacija se bo samodejno vzpostavila z manjšim številom stez, ki sta jih zmožni uporabiti obe napravi.